# Wouter Bouwman
Wouter Bouwman (28 november 1990) is een Nederlands journalist en presentator.

## Biografie
In 2015 zet Bouwman zijn eerste stappen in de radiowereld bij het wekelijkse sportprogramma Wedstrijdritme van de lokale zender AmsterdamFM. Een jaar later deed hij mee aan de BNNVARA Academy. In 2017 presenteerde hij een aantal jaren het nachtprogramma De Wereld van BNNVARA, gevolgd door GAAN! op NPO Radio 1. Vanaf 2018 is hij presentator en rubriekenmaker van het sportprogramma BVSC, is hij te horen in De Nieuws BV en is hij eindredacteur van het radioprogramma Bureau Sport.
Bouwman wordt in 2020 genomineerd voor de Marconi Talent Award, die uiteindelijk wordt gewonnen door Sophie Hijlkema (3FM).
In 2021 maakte hij een podcast over voetbalclub Almere City. Tijdens de Olympische Spelen in Tokio presenteert hij samen met Suse van Kleef op NPO Radio 1 het programma Radio Olympia van 02:00-06:00.
Op 1 juli 2022 trad Bouwman in dienst bij ESPN  waar hij onder andere het vrijdagmiddag programma De Voetbalkantine maakt.